# Seznam českých mistrů světa
Seznam českých mistrů světa uvádí sportovce (v rozdělení na jednotlivce/muže, mužská družstva a štafety, smíšené dvojice a družstva), kteří na mistrovství světa reprezentovali Česko od roku 1993 a zvítězili.
Již v roce 1993 navázali na československé úspěchy oštěpař Jan Železný, letec Tomáš Suchánek a dvě družstva vodních slalomářů. Zejména slalomáři získali od té doby velké množství zlatých medailí, mezi další nejúspěšnější česká sportovní odvětví zde patří např. atletika, cyklistika, letecký sport, skiboby a sportovní rybolov. Dařilo se také v kolektivním sportu, česká mužstva ledních hokejistů navázala na československé úspěchy, když zvítězila šestkrát v letech 1996–2010. Jsou zde ale další mistři, kteří mají mnoho titulů i v jiných sportech, nebo také vítězové mistrovství světa hendikepovaných, např. v atletice.
Seznam neuvádí všechny sporty a nemusí být úplný ani aktuální, vzniká pouze na základě příspěvků uživatelů.

## Jednotlivci
| Mistrovství | Místo                  | Jméno                  | Sport                      | Disciplína            | Kategorie / Pozice                    |
| ----------- | ---------------------- | ---------------------- | -------------------------- | --------------------- | ------------------------------------- |
| 2005        | Ruka                   | Tomáš Kraus            | akrobatické lyžování       | skikros               |                                       |
| 2007        | Madonna di Campiglio   | Tomáš Kraus            | akrobatické lyžování       | skikros               |                                       |
| 1993        | Stuttgart              | Jan Železný            | atletika                   | hod oštěpem           |                                       |
| 1995        | Göteborg               | Jan Železný            | atletika                   | hod oštěpem           |                                       |
| 2001        | Edmonton               | Jan Železný            | atletika                   | hod oštěpem           |                                       |
| 2013        | Moskva                 | Vítězslav Veselý       | atletika                   | hod oštěpem           |                                       |
| 1997        | Athény                 | Tomáš Dvořák           | atletika                   | desetiboj             |                                       |
| 1999        | Edmonton               | Tomáš Dvořák           | atletika                   | desetiboj             |                                       |
| 2001        | Sevilla                | Tomáš Dvořák           | atletika                   | desetiboj             |                                       |
| 2007        | Ósaka                  | Roman Šebrle           | atletika                   | desetiboj             |                                       |
| 2014        | Sopoty                 | Pavel Maslák           | atletika (hala)            | běh na 400 m          |                                       |
| 2016        | Portland               | Pavel Maslák           | atletika (hala)            | běh na 400 m          |                                       |
| 2018        | Birmingham             | Pavel Maslák           | atletika (hala)            | běh na 400 m          |                                       |
| 1997        | Paříž                  | Robert Změlík          | atletika (hala)            | sedmiboj              |                                       |
| 2001        | Lisabon                | Roman Šebrle           | atletika (hala)            | sedmiboj              |                                       |
| 2004        | Budapešť               | Roman Šebrle           | atletika (hala)            | sedmiboj              |                                       |
| 2005        | Hochourcilzen          | Roman Dostál           | biatlon                    | jednotlivci           |                                       |
| 1998        |                        | Josef Dressler         | cyklistika                 | biketrial             | Master                                |
| 2003        |                        | Josef Dressler         | cyklistika                 | biketrial             | Master                                |
| 2014        | Bueu / Odena / Tanvald | Václav Kolář           | cyklistika                 | biketrial             | elite                                 |
| 2015        |                        | Václav Kolář           | cyklistika                 | biketrial             | elite                                 |
| 2016        | Blansko                | Václav Kolář           | cyklistika                 | biketrial             | elite                                 |
| 2016        | Blansko                | Václav Kouř            | cyklistika                 | biketrial             | 20"                                   |
| 2017        | Pujalt                 | Václav Kolář           | cyklistika                 | biketrial             | elite                                 |
| 2007        | Palma de Mallorca      | Alois Kaňkovský        | cyklistika                 | dráhová cyklistika    | omnium                                |
| 2004        | Tata                   | Arnošt Pokorný         | cyklistika                 | sálová cyklistika     | krasojízda                            |
| 2010        | Tábor                  | Zdeněk Štybar          | cyklistika                 | cyklokros             | elite                                 |
| 2011        | St. Wendel             | Zdeněk Štybar          | cyklistika                 | cyklokros             | elite                                 |
| 2014        | Hoogerheide            | Zdeněk Štybar          | cyklistika                 | cyklokros             | elite                                 |
| 2014        | Pietermaritzburg       | Jaroslav Kulhavý       | cyklistika                 | horská kola           | maraton                               |
| 2003        | Lugano                 | Michal Prokop          | cyklistika                 | MTB                   | fourcross                             |
| 2006        | Rotorua                | Michal Prokop          | cyklistika                 | MTB                   | fourcross                             |
| 2011        | Champery               | Michal Prokop          | cyklistika                 | MTB                   | fourcross                             |
| 2010        | Mont Sainte Anne       | Tomáš Slavík           | cyklistika                 | MTB                   | fourcross                             |
| 2013        | Rakvere                | Kryštof Bogar          | cyklistika                 | MTBO                  | elite                                 |
| 2017        | Vilnius                | Kryštof Bogar          | cyklistika                 | MTBO                  | elite                                 |
| 2000        | Prostějov              |                        | fotbal                     | nohejbal              | jednotlivci                           |
| 2002        | Szombathely            |                        | fotbal                     | nohejbal              | jednotlivci                           |
| 2016        | Brno                   |                        | fotbal                     | nohejbal              | jednotlivci                           |
| 2014        | Montpellier            | Lukáš Krpálek          | judo                       |                       | polotěžká váha                        |
| 2014        | Maďarsko               | Pavel Muller           | K-1                        | WAKF                  |                                       |
| 1997        | Dartmouth              | Martin Doktor          | kanoistika                 | rychlostní kanoistika | C1 500 m                              |
| 1998        | Szeged                 | Martin Doktor          | kanoistika                 | rychlostní kanoistika | C1 200 m                              |
| 2014        | Moskva                 | Josef Dostál           | kanoistika                 | rychlostní kanoistika | K1 1000 m                             |
| 2015        | Milán                  | Martin Fuksa           | kanoistika                 | rychlostní kanoistika | C1 500 m                              |
| 2017        | Račice                 | Martin Fuksa           | kanoistika                 | rychlostní kanoistika | C1 500 m                              |
| 2017        | Račice                 | Josef Dostál           | kanoistika                 | rychlostní kanoistika | K1 500 m                              |
| 2013        | Praha                  | Vavřinec Hradilek      | kanoistika                 | vodní slalom          | K1                                    |
| 2015        | Londýn                 | Jiří Prskavec          | kanoistika                 | vodní slalom          | K1                                    |
| 2017        | Pau (Francie)          | Ondřej Tunka           | kanoistika                 | vodní slalom          | K1                                    |
| 2009        | Nové Město nad Metují. | Vladimír Proček        | motorový paragliding       | tandemový, družstva   |                                       |
| 2009        |                        | Jakub Tesárek          | karate                     | WKC                   | kata                                  |
| 2011        | Liberec                | Jakub Tesárek          | karate                     | WKC                   | kata                                  |
| 2013        | Itálie                 | Ondřej Samek           | karate                     | kata                  | duo shotokan                          |
| 2013        | Itálie                 | Ondřej Samek           | karate                     | kata                  | all styles                            |
| 2014        | Marina di Carrara      | Ondřej Samek           | karate                     | duo                   |                                       |
| 2015        | Španělsko              | Ondřej Samek           | karate                     | kata                  | team                                  |
| 2016        | Marina di Carrara      | Ondřej Samek           | karate                     | kata                  | tym mix all style                     |
| 2013        | Maďarsko               | Lukáš Šeršeň           | kickbox                    | WAKF                  | Kickbox Lowkick +94 kg                |
| 1999        |                        | Robert Býček           | kickbox                    | WKA                   |                                       |
| 1999        | Bejrút                 | Miloš Šnédar           | kickbox                    | WKA                   | fullkontakt, do 56 kg                 |
| 2006        |                        | Lukáš Wolf             | kickbox                    | fullkontakt           |                                       |
| 2007        |                        | Lukáš Wolf             | kickbox                    | low-kicks             |                                       |
| 2007        |                        | Miloš Černý            | kickbox                    | WPKA                  | koshiki kontakt-fullkontakt           |
| 2008        |                        | Jan Homolka            | kickbox                    | ISKA fullkontakt      |                                       |
| 2008        |                        | Jan Homolka            | kickbox                    | ISKA lightkontakt     |                                       |
| 2008        | Lemesos                | Miloš Černý            | kickbox                    | WPKA                  | americké karate                       |
| 2008        | Lemesos                | Miloš Černý            | kickbox                    | WPKA                  | koshiki kontakt-fullkontakt           |
| 2008        | Lemesos                | Miloš Černý            | kickbox                    | WPKA                  | lightkontakt, masters do 75 kilogramů |
| 2012        | Soluň                  | Miloš Černý            | kickbox                    | veteráni (12. titul)  |                                       |
| 2003        | Val di Fiemme          | Martin Koukal          | klasické lyžování          | běh na 50 km          |                                       |
| 2014        | Plzeň                  | Michal Kulka           | koloběh                    | dlouhý závod (32 km)  |                                       |
| 2009        | Madrid                 | Jozef Furin            | kulturistika               | klasická              |                                       |
| 2016        | Budapešť               | František Hofman       | kulturistika               | klasická              | do 175 cm                             |
| 2008        | Řecko                  | Tomáš Bureš            | kulturistika               | NABBA                 | MEN II, do 179 cm                     |
| 2008        | Řecko                  | Josef Rác              | kulturistika               | NABBA                 | Masters 50-60 let                     |
| 1993        |                        | Tomáš Suchánek         | letecký sport              | ultralehké létání     | závěsné létání                        |
| 1995        |                        | Tomáš Suchánek         | letecký sport              | ultralehké létání     | závěsné létání                        |
| ????        |                        | Tomáš Suchánek         | letecký sport              | ultralehké létání     | jednomístné motorové závěsné kluzáky  |
| 2002        |                        | Tomáš Suchánek         | letecký sport              | klubová třída         | klasický větroň                       |
|             | Ústí nad Orlicí        | Jan Lukeš              | letecký sport              | ultralehké létání     | jednosedadlový ultralight             |
| 2017        | Brazílie               | Petr Beneš             | letecký sport              | ultralehké létání     | závěsné létání                        |
| 1.          |                        | Jindřich Vedmoch       | letecký sport              | parašutismus          |                                       |
| 2.          |                        | Jindřich Vedmoch       | letecký sport              | parašutismus          |                                       |
| 3.          |                        | Jindřich Vedmoch       | letecký sport              | parašutismus          |                                       |
| 1994        |                        | Jan Wantula            | letecký sport              | parašutismus          | absolutní hodnocení                   |
| 2005        |                        | 1.                     | letecký sport              | parašutismus          |                                       |
| 2005        |                        | 2.                     | letecký sport              | parašutismus          |                                       |
| 2008        |                        | Libor Jiroušek         | letecký sport              | parašutismus          | absolutní hodnocení jednotlivců       |
| 2010        |                        | Jiří Gečnuk            | letecký sport              | parašutismus          | individuální akrobacie                |
| 2014        | Banja Luka             | Libor Jiroušek         | letecký sport              | parašutismus          | individuální akrobacie, volný pád     |
| 2016        | Ottawa                 | Libor Jiroušek         | letecký sport              | parašutismus          | individuální akrobacie, volný pád     |
| 2018        | Erden                  | Jiří Gečnuk            | letecký sport              | parašutismus          | absolutní hodnocení                   |
| 2002        | San Francisco          | Michal Sedlecký        | moderní pětiboj            | jednotlivci           |                                       |
| 2015        | Batumi                 | Ondřej Svěchota        | moderní pětiboj            | triathle              |                                       |
| 2016        | Lisabon                | Ondřej Polívka         | moderní pětiboj            | laser run             |                                       |
| 2010        | Fortaleza              | Libor Podmol           | motokros                   | freestyle             |                                       |
| 20??        |                        | Jan Müller             | Muay Thai                  |                       | supertěžká váha                       |
| 2014        | Praha                  | Patrik Nguyen Zui Thai | Muay Thai                  | WKF                   | do 57 kg                              |
| 2007        |                        | Michal Hamršmíd        | smíšená bojová umění (MMA) | WUFC                  | lehká váha                            |
| 1995        | Malles Venosta         | Pavel Hlaváč           | skiboby                    | slalom                | —                                     |
| 1995        | Malles Venosta         | Štěpán Hlaváč          | skiboby                    | obří slalom           | —                                     |
| 2016        | Deštné                 | Pavel Hlaváč           | skiboby                    | slalom                | —                                     |
| 1996        | Villach                | Dušan Kudrnovský       | skiboby                    | obří slalom           | —                                     |
| 1997        | Balderschwang          | Štěpán Hlaváč          | skiboby                    | obří slalom           | —                                     |
| 1997        | Balderschwang          | Štěpán Hlaváč          | skiboby                    | Super G               | —                                     |
| 1998        | Nový Kostel            | Štěpán Hlaváč          | skiboby                    | Super G               | —                                     |
| 1998        | Nový Kostel            | Dušan Kudrnovský       | skiboby                    | kombinace             | —                                     |
| 1999        | Adelboden              | Dušan Kudrnovský       | skiboby                    | sjezd                 | —                                     |
| 1999        | Adelboden              | Dušan Kudrnovský       | skiboby                    | slalom                | —                                     |
| 1999        | Adelboden              | Štěpán Hlaváč          | skiboby                    | obří slalom           | —                                     |
| 1999        | Adelboden              | Štěpán Hlaváč          | skiboby                    | super G               | —                                     |
| 2000        | St. Johann             | Dušan Kudrnovský       | skiboby                    | kombinace             | —                                     |
| 2001        | Bischofswiesen         | Štěpán Hlaváč          | skiboby                    | sjezd                 | —                                     |
| 2001        | Bischofswiesen         | Dušan Kudrnovský       | skiboby                    | slalom                | —                                     |
| 2001        | Bischofswiesen         | Dušan Kudrnovský       | skiboby                    | obří slalom           | —                                     |
| 2001        | Bischofswiesen         | Dušan Kudrnovský       | skiboby                    | kombinace             | —                                     |
| 2002        | Špindlerův Mlýn        | Štěpán Hlaváč          | skiboby                    | super G               | —                                     |
| 2002        | Špindlerův Mlýn        | Dušan Kudrnovský       | skiboby                    | kombinace             | —                                     |
| 2003        | Visla                  | Štěpán Hlaváč          | skiboby                    | super G               | —                                     |
| 2012        | Aigen in Mühlkreis     | Pavel Čiháček          | skiboby                    | obří slalom           | —                                     |
| 2012        | Aigen in Mühlkreis     | Pavel Čiháček          | skiboby                    | super G               | —                                     |
| 2012        | Aigen in Mühlkreis     | Pavel Čiháček          | skiboby                    | kombinace             | —                                     |
| 2013        | Bad Hofgastein         | Pavel Čiháček          | skiboby                    | obří slalom           | —                                     |
| 2013        | Bad Hofgastein         | Pavel Čiháček          | skiboby                    | super G               | —                                     |
| 2013        | Bad Hofgastein         | Pavel Čiháček          | skiboby                    | kombinace             | —                                     |
| 2014        | Spital am Semmering    | Aleš Housa             | skiboby                    | super G               | —                                     |
| 2016        | Deštné                 | Pavel Hlaváč           | skiboby                    | slalom                | —                                     |
| 2016        | Deštné                 | Pavel Čiháček          | skiboby                    | obří slalom           | —                                     |
| 2016        | Deštné                 | Aleš Housa             | skiboby                    | kombinace             | —                                     |
| 2017        | Grächen                | Pavel Čiháček          | skiboby                    | slalom                | —                                     |
| 2017        | Grächen                | Pavel Čiháček          | skiboby                    | obří slalom           | —                                     |
| 2017        | Grächen                | Pavel Čiháček          | skiboby                    | super G               | —                                     |
| 2017        | Grächen                | Pavel Čiháček          | skiboby                    | kombinace             | —                                     |
| 2003        | Chamonix               | Tomáš Mrázek           | sportovní lezení           | lezení na obtížnost   |                                       |
| 2005        | Mnichov                | Tomáš Mrázek           | sportovní lezení           | lezení na obtížnost   |                                       |
| 2014        | Gijón                  | Adam Ondra             | sportovní lezení           | lezení na obtížnost   | —                                     |
| 2016        | Paříž                  | Adam Ondra             | sportovní lezení           | lezení na obtížnost   | —                                     |
| 2014        | Mnichov                | Adam Ondra             | sportovní lezení           | bouldering            | —                                     |
| 1998        | Polsko                 | Tomáš Starýchfojtů     | sportovní rybolov          | muškaření             | jednotlivci                           |
| 2001        | Lycksele               | Vladimír Šedivý        | sportovní rybolov          | muškaření             | jednotlivci                           |
| 2006        | Portugalsko            | Antonín Pešek          | sportovní rybolov          | muškaření             | jednotlivci                           |
| 2008        | Nový Zéland            | Martin Drož            | sportovní rybolov          | muškaření             | jednotlivci                           |
| 2010        | Lesko                  | Pavel Chyba            | sportovní rybolov          | muškaření             | jednotlivci                           |
| 2014        | Frymburk               | Luboš Roza             | sportovní rybolov          | muškaření             | jednotlivci                           |
| 2009        |                        | Jan Luxa               | sportovní rybolov          | rybolovná technika    | pětiboj                               |
| 2013        | Halle                  | Karel Kobliha          | sportovní rybolov          | rybolovná technika    | sedmiboj                              |
| 2014        | Šamotuly               | Karel Kobliha          | sportovní rybolov          | rybolovná technika    | devítiboj                             |
| 2015        | Hluboká nad Vltavou    | Karel Kobliha          | sportovní rybolov          | rybolovná technika    | devítiboj                             |
| 2016        | Castellón              | Karel Kobliha          | sportovní rybolov          | rybolovná technika    | muška dálka jednoruč                  |
| 2016        | Castellón              | Jan Bombera            | sportovní rybolov          | rybolovná technika    | pětiboj                               |
| 2016        | Castellón              | Jan Bombera            | sportovní rybolov          | rybolovná technika    | sedmiboj                              |
| 2016        | Castellón              | Jan Bombera            | sportovní rybolov          | rybolovná technika    | devítiboj                             |
| 1994        |                        | Petr Kůrka             | sportovní střelba          | malorážka 50 m        | 3x40                                  |
| 1999        | Cebu                   | Pavel Jasanský         | sportovní střelba          | praktická střelba     |                                       |
| 2017        | Šamorín                | Miloš Bayer            | triatlon                   | střední triatlon      | 70 let                                |
| 2000        | Záhřeb                 | Michal Vabroušek       | veslování                  | skif LV               |                                       |
| 2010        | Karapiro               | Ondřej Synek           | veslování                  | skif                  |                                       |
| 2013        | Čchungdžu              | Ondřej Synek           | veslování                  | skif                  |                                       |
| 2014        | Amsterdam              | Ondřej Synek           | veslování                  | skif                  |                                       |
| 2015        | Aiguebelette           | Ondřej Synek           | veslování                  | skif                  |                                       |
| 2017        | Sarasota               | Ondřej Synek           | veslování                  | skif                  |                                       |
| 1998        | Sankt Leon-Rot         | Michal Černý           | vodní lyžování             | kabelový vlek         | kombinace                             |
| 2011        | Dubna                  | Adam Sedlmajer         | vodní lyžování             | motorový člun         | kombinace                             |
| 2015        | Chapala                | Adam Sedlmajer         | vodní lyžování             | motorový člun         | kombinace                             |
| 2014        | Santorini              | Pavel Petrásek         | zápas                      | WFKA                  | Kowat Alrami / supertěžká váha        |

## Družstva a štafety
| Mistrovství | Místo               | Jméno                                                                    | Sport             | Disciplína            | Kategorie / Pozice     |
| ----------- | ------------------- | ------------------------------------------------------------------------ | ----------------- | --------------------- | ---------------------- |
| 2003        | Schiltigheim        | Miroslav Berger, J. Hrdlička                                             | cyklistika        | sálová cyklistika     | kolová                 |
| 2003        | Schiltigheim        | Jiří Hrdlička, M. Berger                                                 | cyklistika        | sálová cyklistika     | kolová                 |
| 2008        | Dornbirn            | Radim Hasoň, J. Hrdlička                                                 | cyklistika        | sálová cyklistika     | kolová                 |
| 2008        | Dornbirn            | Jiří Hrdlička, R. Hasoň                                                  | cyklistika        | sálová cyklistika     | kolová                 |
| 2013        | Rakvere             | František Bogar, J. Svoboda, K. Bogar.                                   | cyklistika        | MTBO                  | štafeta                |
| 2013        | Rakvere             | Jan Svoboda, F. Bogar, K. Bogar                                          | cyklistika        | MTBO                  | štafeta                |
| 2013        | Rakvere             | Kryštof Bogar, F. Bogar, J. Svoboda                                      | cyklistika        | MTBO                  | štafeta                |
| 2017        | Vilnius             | Vojtěch Stránský, V. Ludvík, K. Bogar                                    | cyklistika        | MTBO                  | štafeta                |
| 2017        | Vilnius             | Vojtěch Ludvík, V. Stránský, K. Bogar                                    | cyklistika        | MTBO                  | štafeta                |
| 2017        | Vilnius             | Kryštof Bogar, V. Stránský, V. Ludvík                                    | cyklistika        | MTBO                  | štafeta                |
| 1994        | Košice              |                                                                          | fotbal            | nohejbal              | dvojice                |
| 1996        | Maceió              |                                                                          | fotbal            | nohejbal              | trojice                |
| 1998        | Szolnok             |                                                                          | fotbal            | nohejbal              | dvojice                |
| 1998        | Szolnok             |                                                                          | fotbal            | nohejbal              | trojice                |
| 2002        | Szombathely         |                                                                          | fotbal            | nohejbal              | dvojice                |
| 2004        | Prostějov           |                                                                          | fotbal            | nohejbal              | dvojice                |
| 2006        | Oradea              |                                                                          | fotbal            | nohejbal              | cross double           |
| 2008        | Nymburk             |                                                                          | fotbal            | nohejbal              | dvojice                |
| 2008        | Nymburk             |                                                                          | fotbal            | nohejbal              | cross double           |
| 2016        | Brno                |                                                                          | fotbal            | nohejbal              | trojice                |
| 1998        | Szeged              | Petr Procházka, T. Křivánek, P. Fuksa, K. Kožíšek                        | kanoistika        | rychlostní kanoistika | C4 200 m               |
| 1998        | Szeged              | Tomáš Křivánek, P. Procházka, P. Fuksa, K. Kožíšek                       | kanoistika        | rychlostní kanoistika | C4 200 m               |
| 1998        | Szeged              | Petr Fuksa, P. Procházka, T. Křivánek, K. Kožíšek                        | kanoistika        | rychlostní kanoistika | C4 200 m               |
| 1998        | Szeged              | Karel Kožíšek, P. Procházka, T. Křivánek, P. Fuksa                       | kanoistika        | rychlostní kanoistika | C4 200 m               |
| 2006        | Szeged              | Petr Procházka, J. Heller, J. Břečka, P. Fuksa                           | kanoistika        | rychlostní kanoistika | C4 200 m               |
| 2006        | Szeged              | Jiří Heller, P. Procházka, J. Břečka, P. Fuksa                           | kanoistika        | rychlostní kanoistika | C4 200 m               |
| 2006        | Szeged              | Jan Břečka, P. Procházka, J. Heller, P. Fuksa                            | kanoistika        | rychlostní kanoistika | C4 200 m               |
| 2006        | Szeged              | Petr Fuksa, P. Procházka, J. Heller, J. Břečka                           | kanoistika        | rychlostní kanoistika | C4 200 m               |
| 2014        | Moskva              | Josef Dostál, D. Havel, J. Štěrba, L. Trefil                             | kanoistika        | rychlostní kanoistika | K4 1000 m              |
| 2014        | Moskva              | Daniel Havel, J. Dostál, J. Štěrba, L. Trefil                            | kanoistika        | rychlostní kanoistika | K4 1000 m              |
| 2014        | Moskva              | Jan Štěrba, J. Dostál, D. Havel, L. Trefil                               | kanoistika        | rychlostní kanoistika | K4 1000 m              |
| 2014        | Moskva              | Lukáš Trefil, J. Dostál, D. Havel, J. Štěrba                             | kanoistika        | rychlostní kanoistika | K4 1000 m              |
| 1993        | Mezzana             | Jiří Rohan, M. Šimek                                                     | kanoistika        | vodní slalom          | C2                     |
| 1993        | Mezzana             | Miroslav Šimek, J. Rohan                                                 | kanoistika        | vodní slalom          | C2                     |
| 1993        | Mezzana             | Marek Jiras, T. Máder, P. Štercl, P. Štercl, J. Rohan, M. Šimek          | kanoistika        | vodní slalom          | C2 hlídky              |
| 1993        | Mezzana             | Tomáš Máder, M. Jiras, P. Štercl, P. Štercl, J. Rohan, M. Šimek          | kanoistika        | vodní slalom          | C2 hlídky              |
| 1993        | Mezzana             | Petr Štercl, M. Jiras, T. Máder, P. Štercl, J. Rohan, M. Šimek           | kanoistika        | vodní slalom          | C2 hlídky              |
| 1993        | Mezzana             | Pavel Štercl, M. Jiras, T. Máder, P. Štercl, J. Rohan, M. Šimek          | kanoistika        | vodní slalom          | C2 hlídky              |
| 1993        | Mezzana             | Jiří Rohan, M. Jiras, T. Máder, P. Štercl, P. Štercl, M. Šimek           | kanoistika        | vodní slalom          | C2 hlídky              |
| 1993        | Mezzana             | Miroslav Šimek, M. Jiras, T. Máder, Petr Š., Pavel Štercl, J. Rohan      | kanoistika        | vodní slalom          | C2 hlídky              |
| 1995        | Nottingham          | Jiří Rohan, M. Šimek, P. Štercl, P. Štercl, J. Pospíšil, J. Pollert      | kanoistika        | vodní slalom          | C2 hlídky              |
| 1995        | Nottingham          | M. Šimek, J. Rohan, P. Štercl, P. Štercl, J. Pospíšil, J. Pollert        | kanoistika        | vodní slalom          | C2 hlídky              |
| 1995        | Nottingham          | Petr Štercl, J. Rohan, M. Šimek, P. Štercl, J. Pospíšil, J. Pollert      | kanoistika        | vodní slalom          | C2 hlídky              |
| 1995        | Nottingham          | Pavel Štercl, J. Rohan, M. Šimek, P. Štercl, J. Pospíšil, J. Pollert     | kanoistika        | vodní slalom          | C2 hlídky              |
| 1995        | Nottingham          | Jaroslav Pospíšil, J. Rohan, M. Šimek, P. Štercl, P. Štercl, J. Pollert  | kanoistika        | vodní slalom          | C2 hlídky              |
| 1995        | Nottingham          | Jaroslav Pollert, J. Rohan, M. Šimek, P. Štercl, P. Štercl, J. Pospíšil  | kanoistika        | vodní slalom          | C2 hlídky              |
| 1999        | La Seu d'Urgell     | Marek Jiras, T. Máder                                                    | kanoistika        | vodní slalom          | C2                     |
| 1999        | La Seu d'Urgell     | Tomáš Máder, M. Jiras                                                    | kanoistika        | vodní slalom          | C2                     |
| 1999        | La Seu d'Urgell     | Marek Jiras, T. Máder, J. Volf, O. Štěpánek, J. Pospíšil, J. Pollert     | kanoistika        | vodní slalom          | C2 hlídky              |
| 1999        | La Seu d'Urgell     | Tomáš Máder, M. Jiras, J. Volf, O. Štěpánek, J. Pospíšil, J. Pollert     | kanoistika        | vodní slalom          | C2 hlídky              |
| 1999        | La Seu d'Urgell     | Jaroslav Volf, M. Jiras, T. Máder, O. Štěpánek, J. Pospíšil, J. Pollert  | kanoistika        | vodní slalom          | C2 hlídky              |
| 1999        | La Seu d'Urgell     | Ondřej Štěpánek, M. Jiras, T. Máder, J. Volf, J. Pospíšil, J. Pollert    | kanoistika        | vodní slalom          | C2 hlídky              |
| 1999        | La Seu d'Urgell     | Jaroslav Pospíšil, M. Jiras, T. Máder, J. Volf, O. Štěpánek, J. Pollert  | kanoistika        | vodní slalom          | C2 hlídky              |
| 1999        | La Seu d'Urgell     | Jaroslav Pollert, M. Jiras, T. Máder, J. Volf, O. Štěpánek, J. Pospíšil  | kanoistika        | vodní slalom          | C2 hlídky              |
| 2002        | Bourg-Saint-Maurice | Přemysl Vlk, J. Mašek, S. Ježek                                          | kanoistika        | vodní slalom          | C1 hlídky              |
| 2002        | Bourg-Saint-Maurice | Jan Mašek, P. Vlk, S. Ježek                                              | kanoistika        | vodní slalom          | C1 hlídky              |
| 2002        | Bourg-Saint-Maurice | Stanislav Ježek, P. Vlk, J. Mašek                                        | kanoistika        | vodní slalom          | C1 hlídky              |
| 2003        | Augsburg            | Jaroslav Volf, O. Štěpánek, J. Pospíšil, J. Pollert, M. Jiras, T. Máder  | kanoistika        | vodní slalom          | C2 hlídky              |
| 2003        | Augsburg            | Ondřej Štěpánek, J. Volf, J. Pospíšil, J. Pollert, M. Jiras, T. Máder    | kanoistika        | vodní slalom          | C2 hlídky              |
| 2003        | Augsburg            | Jaroslav Pospíšil, J. Volf, O. Štěpánek, J. Pollert, M. Jiras, T. Máder  | kanoistika        | vodní slalom          | C2 hlídky              |
| 2003        | Augsburg            | Jaroslav Pollert, J. Volf, O. Štěpánek, J. Pospíšil, M. Jiras, T. Máder  | kanoistika        | vodní slalom          | C2 hlídky              |
| 2003        | Augsburg            | Marek Jiras, J. Volf, O. Štěpánek, J. Pospíšil, J. Pollert, T. Máder     | kanoistika        | vodní slalom          | C2 hlídky              |
| 2003        | Augsburg            | Tomáš Máder, J. Volf, O. Štěpánek, J. Pospíšil, J. Pollert, M. Jiras     | kanoistika        | vodní slalom          | C2 hlídky              |
| 2006        | Praha               | Jaroslav Volf, O. Štěpánek                                               | kanoistika        | vodní slalom          | C2                     |
| 2006        | Praha               | Ondřej Štěpánek, J. Volf                                                 | kanoistika        | vodní slalom          | C2                     |
| 2006        | Praha               | Marek Jiras, T. Máder, J. Volf, O. Štěpánek, J. Pospíšil, J. Pollert     | kanoistika        | vodní slalom          | C2 hlídky              |
| 2006        | Praha               | Tomáš Máder, M. Jiras, J. Volf, O. Štěpánek, J. Pospíšil, J. Pollert     | kanoistika        | vodní slalom          | C2 hlídky              |
| 2006        | Praha               | Jaroslav Volf, M. Jiras, T. Máder, O. Štěpánek, J. Pospíšil, J. Pollert  | kanoistika        | vodní slalom          | C2 hlídky              |
| 2006        | Praha               | Ondřej Štěpánek, M. Jiras, T. Máder, J. Volf, J. Pospíšil, J. Pollert    | kanoistika        | vodní slalom          | C2 hlídky              |
| 2006        | Praha               | Jaroslav Pospíšil, M. Jiras, T. Máder, J. Volf, O. Štěpánek, J. Pollert  | kanoistika        | vodní slalom          | C2 hlídky              |
| 2006        | Praha               | Jaroslav Pollert, M. Jiras, T. Máder, J. Volf, O. Štěpánek, J. Pospíšil  | kanoistika        | vodní slalom          | C2 hlídky              |
| 2007        | Foz do Iguaçu       | Jaroslav Volf, O. Štěpánek, M. Jiras, T. Máder, J. Pospíšil, D. Mrůzek   | kanoistika        | vodní slalom          | C2 hlídky              |
| 2007        | Foz do Iguaçu       | Ondřej Štěpánek, J. Volf, M. Jiras, T. Máder, J. Pospíšil, D. Mrůzek     | kanoistika        | vodní slalom          | C2 hlídky              |
| 2007        | Foz do Iguaçu       | Marek Jiras, J. Volf, O. Štěpánek, T. Máder, J. Pospíšil, D. Mrůzek      | kanoistika        | vodní slalom          | C2 hlídky              |
| 2007        | Foz do Iguaçu       | Tomáš Máder, J. Volf, O. Štěpánek, M. Jiras, J. Pospíšil, D. Mrůzek      | kanoistika        | vodní slalom          | C2 hlídky              |
| 2007        | Foz do Iguaçu       | Jaroslav Pospíšil, J. Volf, O. Štěpánek, M. Jiras, T. Máder, D. Mrůzek   | kanoistika        | vodní slalom          | C2 hlídky              |
| 2007        | Foz do Iguaçu       | David Mrůzek, J. Volf, O. Štěpánek, M. Jiras, T. Máder, J. Pospíšil      | kanoistika        | vodní slalom          | C2 hlídky              |
| 2009        | La Seu d'Urgell     | Ivan Pišvejc, V. Hradilek, M. Buchtel                                    | kanoistika        | vodní slalom          | K1 hlídky              |
| 2009        | La Seu d'Urgell     | Vavřinec Hradilek, I. Pišvejc, M. Buchtel                                | kanoistika        | vodní slalom          | K1 hlídky              |
| 2009        | La Seu d'Urgell     | Michal Buchtel, I. Pišvejc, V. Hradilek                                  | kanoistika        | vodní slalom          | K1 hlídky              |
| 2013        | Praha               | Ondřej Karlovský, J. Jáně, J. Kašpar, M. Šindler, J. Volf, O. Štěpánek   | kanoistika        | vodní slalom          | C2 hlídky              |
| 2013        | Praha               | Jakub Jáně, O. Karlovský, J. Kašpar, M. Šindler, J. Volf, O. Štěpánek    | kanoistika        | vodní slalom          | C2 hlídky              |
| 2013        | Praha               | Jonáš Kašpar, O. Karlovský, J. Jáně, M. Šindler, J. Volf, O. Štěpánek    | kanoistika        | vodní slalom          | C2 hlídky              |
| 2013        | Praha               | Marek Šindler, O. Karlovský, J. Jáně, J. Kašpar, J. Volf, O. Štěpánek    | kanoistika        | vodní slalom          | C2 hlídky              |
| 2013        | Praha               | Jaroslav Volf, O. Karlovský, J. Jáně, J. Kašpar, M. Šindler, O. Štěpánek | kanoistika        | vodní slalom          | C2 hlídky              |
| 2015        | Londýn              | Jiří Prskavec, V. Hradilek, O. Tunka                                     | kanoistika        | vodní slalom          | K1 hlídky              |
| 2015        | Londýn              | Vavřinec Hradilek, J. Prskavec, O. Tunka                                 | kanoistika        | vodní slalom          | K1 hlídky              |
| 2015        | Londýn              | Ondřej Tunka, J. Prskavec, V. Hradilek                                   | kanoistika        | vodní slalom          | K1 hlídky              |
| 2017        | Pau (Francie)       | Jiří Prskavec, O. Tunka, V. Přindiš                                      | kanoistika        | vodní slalom          | K1 hlídky              |
| 2017        | Pau (Francie)       | Ondřej Tunka, J. Prskavec, V. Přindiš                                    | kanoistika        | vodní slalom          | K1 hlídky              |
| 2017        | Pau (Francie)       | Vít Přindiš, J. Prskavec, O. Tunka                                       | kanoistika        | vodní slalom          | K1 hlídky              |
| 1974        |                     | Václav Hynek, Ivan Hoššo,                                                | letecký sport     | parašutismus          | družstva               |
| 1974        |                     | Ivan Hoššo, Václav Hynek,                                                | letecký sport     | parašutismus          | družstva               |
| 1996        |                     |                                                                          | letecký sport     | parašutismus          | družstva               |
| 2014        | Banja Luka          | Libor Jiroušek, O. Šorf, H. Tábor, J. Gečnuk, J. Vedmoch                 | letecký sport     | parašutismus          | družstva               |
| 2014        | Banja Luka          | Oldřich Šorf, L. Jiroušek, H. Tábor, J. Gečnuk, J. Vedmoch               | letecký sport     | parašutismus          | družstva               |
| 2014        | Banja Luka          | Hynek Tábor, L. Jiroušek, O. Šorf, J. Gečnuk, J. Vedmoch                 | letecký sport     | parašutismus          | družstva               |
| 2014        | Banja Luka          | Jiří Gečnuk, L. Jiroušek, O. Šorf, H. Tábor, J. Vedmoch                  | letecký sport     | parašutismus          | družstva               |
| 2014        | Banja Luka          | Jindřich Vedmoch, L. Jiroušek, O. Šorf, H. Tábor, J. Gečnuk              | letecký sport     | parašutismus          | družstva               |
| 2023        | Mâcon               | Petr Jonáš, M. Velát                                                     | letecký sport     | letecká rallye        | nejlepší vyhledávání   |
| 2023        | Mâcon               | Marek Velát, P. Jonáš                                                    | letecký sport     | letecká rallye        | nejlepší vyhledávání   |
| 2023        | Mâcon               | Lukáš Běhounek, K. Bobek                                                 | letecký sport     | letecká rallye        | přesnost přistání      |
| 2023        | Mâcon               | Kryštof Bobek, L. Běhounek                                               | letecký sport     | letecká rallye        | přesnost přistání      |
| 2012        | Lausanne            | Tomáš Dlabaja, J. Šedivý, J. Procházka                                   | orientační běh    |                       | štafety                |
| 2012        | Lausanne            | Jan Šedivý, T. Dlabaja, J. Procházka                                     | orientační běh    |                       | štafety                |
| 2012        | Lausanne            | Jan Procházka, T. Dlabaja, J. Šedivý                                     | orientační běh    |                       | štafety                |
| 1990        | Wales               |                                                                          | sportovní rybolov | muškaření             | družstva               |
| 1994        | Norsko              |                                                                          | sportovní rybolov | muškaření             | družstva               |
| 1996        | Česko               | Pavel Macháň,                                                            | sportovní rybolov | muškaření             | družstva               |
| 1998        | Polsko              | Tomáš Starýchfojtů, P. Macháň,                                           | sportovní rybolov | muškaření             | družstva               |
| 1998        | Polsko              | Pavel Macháň, T. Starýchfojtů,                                           | sportovní rybolov | muškaření             | družstva               |
| 2006        | Portugalsko         |                                                                          | sportovní rybolov | muškaření             | družstva               |
| 2008        | Nový Zéland         |                                                                          | sportovní rybolov | muškaření             | družstva               |
| 2010        | Lesko               | Pavel Chyba, T. Adam, R. Jörka, M. Drož, A. Pešek                        | sportovní rybolov | muškaření             | družstva               |
| 2010        | Lesko               | Tomáš Adam, P. Chyba, R. Jörka, M. Drož, A. Pešek                        | sportovní rybolov | muškaření             | družstva               |
| 2010        | Lesko               | Roman Jörka, P. Chyba, T. Adam, M. Drož, A. Pešek                        | sportovní rybolov | muškaření             | družstva               |
| 2010        | Lesko               | Martin Drož, P. Chyba, T. Adam, R. Jörka, A. Pešek                       | sportovní rybolov | muškaření             | družstva               |
| 2010        | Lesko               | Antonín Pešek, P. Chyba, T. Adam, R. Jörka, M. Drož, A. Pešek            | sportovní rybolov | muškaření             | družstva               |
| 2012        | Slovinsko           |                                                                          | sportovní rybolov | muškaření             | družstva               |
| 2013        | Norsko              |                                                                          | sportovní rybolov | muškaření             | družstva               |
| 2014        | Frymburk            | Luboš Roza, A. Pešek, D. Chlumský, P. Chyba, T. Cieslar                  | sportovní rybolov | muškaření             | družstva               |
| 2014        | Frymburk            | Antonín Pešek, L. Roza, D. Chlumský, P. Chyba, T. Cieslar                | sportovní rybolov | muškaření             | družstva               |
| 2014        | Frymburk            | David Chlumský, L. Roza, A. Pešek, P. Chyba, T. Cieslar                  | sportovní rybolov | muškaření             | družstva               |
| 2014        | Frymburk            | Pavel Chyba, L. Roza, A. Pešek, D. Chlumský, T. Cieslar                  | sportovní rybolov | muškaření             | družstva               |
| 2014        | Frymburk            | Tomáš Cieslar, L. Roza, A. Pešek, D. Chlumský, P. Chyba                  | sportovní rybolov | muškaření             | družstva               |
| 1994        | Ženeva              | Martin Musil,                                                            | sportovní rybolov | rybolovná technika    | družstva               |
| 1996        | Pretoria            | Martin Musil,                                                            | sportovní rybolov | rybolovná technika    | družstva               |
| 2014        | Šamotuly            | Jan Luxa, J. Luxa, P. Lexa, T. Spáčil                                    | sportovní rybolov | rybolovná technika    | družstva               |
| 2014        | Šamotuly            | Josef Luxa, J. Luxa, P. Lexa, T. Spáčil                                  | sportovní rybolov | rybolovná technika    | družstva               |
| 2014        | Šamotuly            | Patrik Lexa, J. Luxa, J. Luxa, T. Spáčil                                 | sportovní rybolov | rybolovná technika    | družstva               |
| 2014        | Šamotuly            | Tomáš Spáčil, J. Luxa, J. Luxa, P. Lexa                                  | sportovní rybolov | rybolovná technika    | družstva               |
| 2015        | Hluboká nad Vltavou | Jan Luxa, P. Lexa, J. Luxa, J. Bombera                                   | sportovní rybolov | rybolovná technika    | družstva               |
| 2015        | Hluboká nad Vltavou | Patrik Lexa, J. Luxa, J. Luxa, J. Bombera                                | sportovní rybolov | rybolovná technika    | družstva               |
| 2015        | Hluboká nad Vltavou | Ing. Josef Luxa, J. Luxa, P. Lexa, J. Bombera                            | sportovní rybolov | rybolovná technika    | družstva               |
| 2015        | Hluboká nad Vltavou | Jan Bombera, J. Luxa, P. Lexa, J. Luxa                                   | sportovní rybolov | rybolovná technika    | družstva               |
| 2016        | Castellón           | Jan Bombera, J. Luxa, P. Lexa, J. Luxa                                   | sportovní rybolov | rybolovná technika    | sedmiboj               |
| 2016        | Castellón           | Jan Luxa, J. Bombera, P. Lexa, J. Luxa                                   | sportovní rybolov | rybolovná technika    | sedmiboj               |
| 2016        | Castellón           | Patrik Lexa, J. Bombera, J. Luxa, J. Luxa                                | sportovní rybolov | rybolovná technika    | sedmiboj               |
| 2016        | Castellón           | Ing. Josef Luxa, J. Bombera, J. Luxa, P. Lexa                            | sportovní rybolov | rybolovná technika    | sedmiboj               |
| 2016        | Monte Carlo         | Michal Plocek, V. Řimák, A. Štěrbák, M. Klang, R. Šuma                   | veslování         | příbřežní             | čtyřka s kormidelníkem |
| 2016        | Monte Carlo         | Vojtěch Řimák, M. Plocek, A. Štěrbák, M. Klang, R. Šuma                  | veslování         | příbřežní             | čtyřka s kormidelníkem |
| 2016        | Monte Carlo         | Adam Štěrbák, M. Plocek, V. Řimák, M. Klang, R. Šuma                     | veslování         | příbřežní             | čtyřka s kormidelníkem |
| 2016        | Monte Carlo         | Matyáš Klang, M. Plocek, V. Řimák, A. Štěrbák, R. Šuma                   | veslování         | příbřežní             | čtyřka s kormidelníkem |
| 2016        | Monte Carlo         | Radek Šuma, M. Plocek, V. Řimák, A. Štěrbák, M. Klang                    | veslování         | příbřežní             | čtyřka s kormidelníkem |

## Smíšené dvojice a družstva
| Mistrovství | Místo       | Jméno                                                 | Sport           | Disciplína        | Kategorie / Pozice |
| ----------- | ----------- | ----------------------------------------------------- | --------------- | ----------------- | ------------------ |
| 2015        | Kontiolahti | Michal Šlesingr, O. Moravec, V. Vítková, G. Soukalová | biatlon         | smíšená štafeta   |                    |
| 2015        | Kontiolahti | Ondřej Moravec, M. Šlesingr, V. Vítková, G. Soukalová | biatlon         | smíšená štafeta   |                    |
| 1995        | Birmingham  | René Novotný, R. Kovaříková                           | krasobruslení   | sportovní dvojice |                    |
| 2015        | Berlín      | Jan Kuf, N. Dianová                                   | moderní pětiboj | smíšené štafety   |                    |
| 2016        | Lisabon     | Ondřej Polívka, B. Kodedová                           | moderní pětiboj | smíšené štafety   | laser run          |

## Kolektivy
| Mistrovství | Místo                     | Jméno            | Sport       | Disciplína  | Kategorie / Pozice |
| ----------- | ------------------------- | ---------------- | ----------- | ----------- | ------------------ |
| 2017        | Nabeul                    | Jakub Polák      | fotbal      | malá kopaná | záložník           |
| 2017        | Nabeul                    | Stanislav Mařík  | fotbal      | malá kopaná | útočník            |
| 2017        | Nabeul                    | Ondřej Paděra    | fotbal      | malá kopaná | útočník            |
| 1998        | Litoměřice                |                  | hokejbal    |             |                    |
| 2009        | Plzeň                     | Petr Novák       | hokejbal    |             |                    |
| 2011        | Bratislava                |                  | hokejbal    |             |                    |
| 1996        | Vídeň                     | Radek Bělohlav   | lední hokej |             | útočník            |
| 1999        | Lillehammer               | Ladislav Benýšek | lední hokej |             | obránce            |
| 2000        | Petrohrad                 | Ladislav Benýšek | lední hokej |             | obránce            |
| 2001        | Hannover                  | Petr Čajánek     | lední hokej |             | útočník            |
| 2005        | Vídeň, Innsbruck          | Jaromír Jágr     | lední hokej |             | útočník            |
| 2005        | Vídeň, Innsbruck          | Adam Svoboda     | lední hokej |             | brankář            |
| 2010        | Kolín nad Rýnem, Mannheim | Jaromír Jágr     | lední hokej |             | útočník            |

## Přehled vítězství podle sportů
| Sport                | Disciplíny            | Muži | Ženy | Celkem | Odkazy                                    | Kontrola |
| -------------------- | --------------------- | ---- | ---- | ------ | ----------------------------------------- | -------- |
| Akrobatické lyžování |                       |      |      |        |                                           |          |
| Alpské lyžování      | 1                     | 0    | 1    | 1      | seznam mistrů                             | k 2019   |
| Atletika             | 4 a 6                 | 14   | 8    | 22     | přehled medailí                           | k 2018   |
| Badminton            |                       | 0    | 0    | 0      | přehled medailí                           | k 2018   |
| Bandy                |                       | 0    | 0    | 0      | přehled medailí                           | k 2019   |
| Basketbal            |                       | 0    | 0    | 0      | přehled medailí                           | k 2018   |
| Biatlon              |                       | 1,5  | 3,5  | 5      | přehled medailí                           | k 2019   |
| Box                  |                       |      |      |        |                                           |          |
| Curling              |                       | 0    | 0    | 0      | přehled medailí                           | k 2019   |
| Fotbal               | fotbal                | 0    | 0    | 0      | přehled medailí                           | k 2017   |
| Fotbal               | futsal                | 0    | 0    | 0      | přehled medailí                           | k 2017   |
| Fotbal               | malá kopaná           | 1    | 0    | 1      | česká reprezentace                        | k 2017   |
| Fotbal               | nohejbal (FIFTA)      | 11   |      |        |                                           | 2014     |
| Fotbal               | nohejbal (UNIF)       | 2    |      |        |                                           | 2016     |
| Házená               |                       | 1    | 1    | 2      | přehled medailí                           |          |
| Hokejbal             |                       | 3    | 1    | 4      | přehled medailí                           | k 2017   |
| Judo                 |                       | 1    | 0    | 1      | přehled medailí                           | k 2017   |
| Kanoistika           | rychlostní kanoistika |      |      |        | přehled medailistů                        |          |
| Kanoistika           | vodní slalom          |      |      |        | přehled medailistů                        |          |
| Karate               |                       |      |      |        |                                           |          |
| Kickbox              |                       |      |      |        |                                           |          |
| Klasické lyžování    |                       |      |      |        |                                           |          |
| Krasobruslení        | 1                     | 0,5  | 0,5  | 1      | přehled medailí                           | k 2019   |
| Kulturistika         |                       |      |      |        |                                           |          |
| Lední hokej          |                       | 6    | 0    | 6      | čeští hokejisté                           | k 2017   |
| Letecký sport        | ultralehké létání     |      |      |        | není zpracovnáno                          |          |
| Letecký sport        | paragliding           |      |      |        | není zpracovnáno                          |          |
| Letecký sport        | parašutismus          |      |      |        | není zpracovnáno                          |          |
| Moderní pětiboj      | —                     |      |      |        |                                           |          |
| Orientační běh       |                       | 1    | 2    | 3      | přehled mistrů                            | k 2017   |
| Rallye               | —                     | 0    | 0    | 0      | přehled mistrů                            |          |
| Skiboby              | —                     | 33+  | 45+  | 78+    | přehled medailistů                        | část     |
| Snowboarding         | 3                     | 0    | 3    | 3      | přehled medailistů                        | k 2019   |
| Sportovní lezení     | —                     | 5    | 0    | 5      | přehled medailistů                        | k 2017   |
| Sportovní rybolov    | muškaření             |      |      |        | není zpracovnáno                          |          |
| Sportovní rybolov    | rybolovná technika    |      |      |        | není zpracovnáno                          |          |
| Sportovní střelba    |                       | 2+   |      |        | není zpracovnáno                          |          |
| Stolní tenis         | —                     |      |      |        |                                           |          |
| Šachy                | —                     |      |      |        |                                           |          |
| Šerm                 | —                     | 0    | 0    | 0      |                                           | k 2017   |
| Triatlon             | —                     |      |      |        |                                           |          |
| Veslování            |                       | 5    | 1    | 6      | přehled medailistů                        |          |
| Veslování            | příbřežní             | 5+   |      | 5+     |                                           |          |
| Zápas                | řecko-římský          | 2    | 0    | 2      | přehled mistrů: řecko-římský a volný styl |          |
| Zápas                | volný styl            | 2    | 0    | 2      | přehled mistrů: řecko-římský a volný styl |          |